# Kevin Dahl
Kevin Dahl (né le 30 décembre 1968 à Regina) est un joueur canadien de hockey sur glace. Lors des Jeux olympiques d'hiver de 1992, il remporte la médaille d'argent.

## Palmarès
- Médaille d'argent aux Jeux olympiques d'Albertville en 1992